# 1606
1606 (MDCVI) fue un año común comenzado en domingo según el calendario gregoriano.

## Acontecimientos
- 1 de enero: En Chile, se realiza en Santiago de Chile la primera exposición de Artes e Industrias. Estaban representadas la alfarería, la curtiduría y la torcedura de cáñamo.
- 27 de enero: Comienza el juicio de Guy Fawkes y otros conspiradores, por conspirar contra el Parlamento y James I de Inglaterra.
- 31 de enero: Guy Fawkes es ejecutado en la hoguera.
- 9 de febrero: Pedro Fernández de Quirós descubre la isla volcánica de Mehetia.
- 12 de febrero: Pedro Fernández de Quirós descubre el atolón Tauere.
- 26 de febrero: El navegante neerlandés Willem Janszoon, se convierte en el primer europeo en descubrir la costa de Australia.
- 26 de febrero: Pedro Fernández de Quirós descubre las Islas Pitcairn.
- La corte de Felipe III de España se vuelve a trasladar de Valladolid a Madrid.
- Jerónimo de Ayanz patenta el primer motor de vapor.
- mayo: Quirós descubre las islas Terra Australia del Espíritu Santo.
- 17 de mayo: Partidarios de Basilio IV de Rusia invaden el Kremlin y matan al zar Dimitri I.
- 14 de julio: En Perú, se instala ese año los azulejos sevillanos de España, estos se ubican en ciertas áreas del Convento Santo Domingo en Lima. La primera exposición de estos azulejos se realiza en diciembre del mismo año.
- 14 de agosto: Ambrosio Espínola asedia y rinde la ciudad holandesa de Groenlo.
- 14 de agosto: Una flota holandesa es derrotada por los portugueses en la Batalla de Cabo Rachado.
- Octubre: Luis Váez de Torres es el primer europeo en navegar a través del Estrecho de Torres.
- 1 de noviembre: En Bolivia se funda la ciudad de Oruro (capital del departamento de Oruro) por el oidor de la Real Audiencia de Charcas Manuel de Castro del Castillo y Padilla, como un centro minero de plata.
- 11 de noviembre: Se firma la Paz de Zsitvatorok entre el Imperio Otomano y el Sacro Imperio Romano. La independencia de Transilvania es reconocida por ambos lados y el tributo anual de Austria a los otomanos es abolido.
- Fundación de Natagaima (Colombia).

## Arte y literatura
- William Shakespeare escribe Antonio y Cleopatra.[1]
- Ben Jonson escribe Volpone.

## Nacimientos

### Enero a junio
- 10 de febrero: Cristina de Francia, noble (f. 1663)
- 27 de febrero: Laurent de La Hyre, pintor barroco francés (f. 1656)
- 28 de febrero: William Davenant, poeta y dramaturgo inglés (f. 1668)
- 3 de marzo: Edmund Waller, poeta inglés (f. 1687)
- 3 de mayo: Lorenzo Lippi, pintor y poeta florentino (f. 1664)
- 12 de mayo: Joachim von Sandrart, historiador de arte, pintor y grabador alemán (f. 1688)
- 17 de mayo: Marco Faustini, empresario teatral italiano (f. 1676)
- 23 de mayo: Juan Caramuel, filósofo, matemático, lógico y lingüista monje cisterciense español (f. 1682)
- 31 de mayo: Urbán de Vargas, compositor hispánico de música religiosa (f. 1656)
- 6 de junio: Pierre Corneille, dramaturgo francés (f. 1684)
- 19 de junio: James Hamilton, noble e influyente líder militar escocés (f. 1649)

### Julio a diciembre
- 15 de julio: Rembrandt, pintor neerlandés (f. 1669)
- 8 de agosto: Theodor van Thulden, pintor y grabador flamenco del barroco (f. 1669)
- 13 de agosto: Esteban de Aguilar y Zúñiga, teólogo y escritor español (f. 1681)
- 18 de agosto: María Ana de Austria y Austria-Estiria, Emperatriz del Sacro Imperio Romano Germánico y Reina de Hungría (f. 1646)
- 22 de septiembre: Li Zicheng, líder chino de la rebelión que ocasionó la caída de la dinastía Ming (1368-1644) (f. 1645)
- 12 de octubre: Christoph Bernhard von Galen, Príncipe-obispo de Münster (f. 1678)
- 15 de diciembre: António de Sousa de Macedo, periodista y escritor portugués (f. 1682)

### Fecha desconocida
- Juan Francisco Andrés de Uztarroz, poeta e historiador español (f. 1653)
- Jacques Barrelier, biólogo y fraile dominico francés (f. 1673)
- Jacques Philippe Cornut, médico y botánico francés (f. 1651)
- Lázaro Díaz del Valle, cronista, genealogista e historiador español (f. 1669)
- Charles Errard, pintor francés (f. 1689)
- Alfonso Parigi, arquitecto y escenógrafo italiano (f. 1656)
- Michael Jones, coronel al servicio del rey Carlos I de Inglaterra (f. 1649)
- Fatma Sultan, princesa del Imperio otomano. (f. 1670)
- Pieter de Jode II, grabador barroco flamenco (f. 1674)

## Fallecimientos
- 20 de enero: Alessandro Valignano (66), misionero jesuita italiano (n. 1539).
- 31 de enero: Guy Fawkes (35), conspirador católico inglés (n. 1570).
- 23 de marzo: Toribio de Mogrovejo (67), arzobispo y misionero católico español en Perú (n. 1539).